# Syzeuctus baezi
Syzeuctus baezi är en stekelart som beskrevs av Ortega 1989. Syzeuctus baezi ingår i släktet Syzeuctus och familjen brokparasitsteklar. Inga underarter finns listade i Catalogue of Life.